# 795 Фіні
795 Фіні (795 Fini) — астероїд головного поясу, відкритий 26 вересня 1914 року.
Тіссеранів параметр щодо Юпітера — 3,260.